# Stara Wieś (Wypnicha)
Stara Wieś – nieoficjalna część wsi Wypnicha w Polsce położony w województwie lubelskim, w powiecie lubartowskim, w gminie Michów.
Stara Wieś należy do sołectwa Wypnicha.
Miejscowość nie figuruje w systemie TERYT. Zapisano jej nazwę w PRNG na podstawie mapy. Statut dla tego obiektu geograficznego to część wsi niestandaryzowanej Wypnicha.
W latach 1975–1998 miejscowość administracyjnie należała do województwa lubelskiego.